# Stanisław Kalandyk
Stanisław Kalandyk (ur. 24 listopada 1885, zm. 28/29 stycznia 1940) – polski fizyk, wykładowca Uniwersytetu Poznańskiego.

## Życiorys
Profesor Uniwersytetu Poznańskiego, kierownik Zakładu Fizyki Wydziału Lekarskiego. Członek Komisji Matematyczno-Przyrodniczej Poznańskiego Towarzystwa Przyjaciół Nauk.
Aresztowany 28 października 1939 roku pod zarzutem posiadania w zakładzie nadawczego aparatu radiowego, został rozstrzelany w nocy z 28 na 29 stycznia 1940 roku na dziedzińcu Fortu VII w Poznaniu i pochowany w mogile zbiorowej w Wypalankach.